# Benz 33/75 PS
La Benz 33/75 PS era un'autovettura di gran lusso prodotta dal 1912 al 1918 dalla Casa automobilistica tedesca Benz & Cie.

## Storia e caratteristiche
La 33/75 PS venne introdotta per sostituire il modello 37/70 PS, non più in listino da tre anni.
Anche in questo caso si trattava di una vettura molto esclusiva, proibitiva per la maggior parte della popolazione ed appannaggio unicamente di personalità potenti e facoltose.
Il propulsore montato sulla 33/75 PS era anch'esso di notevoli dimensioni, anche se comunque minori del motore della sua antenata. Si trattava in pratica di un grosso quadricilindrico biblocco da 8.4 litri in grado di erogare 75 CV a 1400 giri/min. Tra le "chicche" di questo motore, va ricordata l'accensione a doppia candela, all'epoca tipica solamente di alcuni tra i modelli più esclusivi.
Di seguito sono evidenziate le caratteristiche tecniche della 33/75 PS:
Propulsore
- motore: 4 cilindri biblocco in linea;
- alesaggio e corsa: 135x160 mm;
- cilindrata: 8430 cm³;
- distribuzione: un asse a camme laterale;
- valvole: laterali, disposte ad L;
- rapporto di compressione: 3.9:1 o 4.1:1;
- alimentazione: carburatore Zenith o Benz;
- accensione: due candele per cilindro, magnete e batteria;
- albero a gomiti su 3 supporti di banco;
- potenza massima: 75 CV a 1400 giri/min.

Trasmissione
- tipo trasmissione: ad albero cardanico;
- trazione: posteriore;
- cambio: a 4 marce;
- frizione: a cono con guarnizione in cuoio.

Autoteaio
- telaio: in lamiera d'acciaio stampata;
- sospensioni: ad assale rigido con molle a balestra;
- freni: a ceppi con raffreddamento ad acqua ed agenti sull'albero di trasmissione.

Prestazioni
- Velocità max: 100 km/h.

Nel 1918 la 33/75 PS venne tolta di produzione. Nello stesso anno, anche un altro modello, la Benz 25/65 PS, venne tolta dai listini: entrambe avrebbero trovato una loro comune erede nel modello 27/70 PS.